# Hadena flavivibica
Hadena flavivibica là một loài bướm đêm trong họ Noctuidae.